# 罗伯特·马尔特霍夫
罗伯特·马尔特霍夫（英語：Robert P. Multhauf，1919年—2004年）是一位美国科学史学家、策展人、导演和作家。 他于1979—80年担任科学史学会主席，并于1987年被授予达芬奇奖章。